# Art Quimby
Arthur "Art" Quimby (1932 ou 1933 - 6 de dezembro de 2010) foi um notório jogador de basquete universitário norte-americano da Universidade de Connecticut.